# Bill Hewitt (football américain)
Pro Football Hall of Fame 1971
(en) Statistiques sur pro-football-reference
William Ernest Hewitt (né le 8 octobre 1909 à Bay City et mort le 14 janvier 1947) est un joueur américain de football américain. Ce joueur s'est surtout fait connaître pour son refus de porter un casque.

## Carrière

### Université
Bill Hewitt entre à l'université du Michigan et fait partie de l'équipe universitaire des Michigan Wolverines. Ses performances lui permettent d'obtenir un contrat avec les Bears de Chicago (les drafts n'existaient pas en ce temps-là).

### Professionnel
Il commence sa carrière en 1932 avec les Bears et effectue le plus long rush de la saison 1932 avec vingt-neuf yards. En 1933, il s'essaye au poste de quarterback faisant sept passes… concluant pour trois touchdowns. En 1934, il marque cinq touchdowns et est le joueur ayant marqué le plus de touchdown sur des passes sur la saison mais devra vite oublier une saison 1935 où il recevra très peu de ballons (cinq sur des passes, et un pour un rush).
En 1936, il fait un retour en force marquant six touchdowns. Il quitte la franchise de Chicago en 1937 pour se diriger vers les Eagles de Philadelphie et fait une bonne saison avec cinq touchdowns inscrits. En 1938, il marque quatre touchdowns et malgré son âge, continue à être dans les combinaisons de l'équipe. En 1939, il ne commence que deux matchs (pour dix matchs disputés) ne marquant qu'un seul touchdown.
Il prend sa retraite après sa saison mais l'équipe unifiée des Steelers de Pittsburgh et des Eagles de Philadelphie le fait sortir de sa retraite pour jouer une saison 1943 où il ne participera qu'à quelques rares snaps.
Son maillot #56 qu'il portait avec les Bears fut retiré. Il fit partie des First-team All Pro des saisons 1933, 1934, 1936 et 1938.